# Marc Huster
Marc Huster (* 1. Juli 1970 in Altdöbern) ist ein ehemaliger deutscher Gewichtheber und derzeitiger Sportkommentator.

## Sportlicher Werdegang
Marc Huster wuchs in Lübbenau auf und begann dort 1981 mit dem Gewichtheben. Da er durch sein großes Talent schnell auffiel, wurde er 1983 an die Kinder- und Jugendsportschule in Dresden delegiert. Bei den Junioren stellten sich bald die ersten Erfolge ein. 1989 und 1990 errang Huster gute Platzierungen bei den Junioren-Europameisterschaften und Junioren-Weltmeisterschaften. Bei den Senioren konnte er an seine Erfolge anknüpfen. Marc Huster wurde im Laufe seiner zehnjährigen Laufbahn mehrmals Welt- und Europameister und gewann bei den Olympischen Spielen 1996 und 2000 zwei olympische Silbermedaillen. Beide Male musste er hier seinem Dauerrivalen und Freund Pyrros Dimas den Vortritt lassen. Bei den Olympischen Sommerspielen 2000 in Sydney entschied dabei nur sein gegenüber dem Griechen um 160 g höheres Körpergewicht, nachdem beide das gleiche Zweikampfresultat erbracht hatten.
Für den Gewinn der Silbermedaillen bei den Olympischen Sommerspielen 1996 und 2000 wurde er mit dem Silbernen Lorbeerblatt ausgezeichnet.
Marc Huster war ein ausgesprochenes „Show“-Talent. Durch seine sympathische, freundliche Art hat er in den 1990er Jahren viel zur Popularität des Gewichthebens in Deutschland beigetragen. Als er schließlich 2002 verletzungsbedingt zurücktreten musste, hinterließ er eine große Lücke. Die Vereine, für die er in der Bundesliga startete, waren der SV „Blaue Schwerter“ Meißen, der Chemnitzer AC und der Riesaer AC.

## Persönliches
Nach dem Abitur 1990 begann Marc Huster zunächst ein Medizinstudium, welches er aber ein Jahr darauf zugunsten seiner sportlichen Karriere wieder aufgab. Von 1991 bis 1994 machte er eine Ausbildung zum Industriekaufmann. Nach Beendigung seiner aktiven Laufbahn absolvierte Marc Huster ein Studium im Fachbereich Sport-, Veranstaltungs- und Marketingmanagement an der Staatlichen Studienakademie Riesa mit dem Abschluss Diplom-Betriebswirt (BA). Seit 1997 arbeitet Huster als Kommentator für den TV-Sender Eurosport, wo er hauptsächlich Übertragungen vom Gewichtheben kommentiert. Seit 2002 arbeitet er auch für den Mitteldeutschen Rundfunk.

## Statistiken

### Internationale Erfolge/Mehrkampf
(OS = Olympische Spiele, WM = Weltmeisterschaft, EM = Europameisterschaft, Mi = Mittelgewicht, bis 75 kg bzw. 77 kg Körpergewicht, Ls = Leichtschwergewicht, bis 82,5 kg, 83 kg und 85 kg, Ms = Mittelschwergewicht, bis 90 kg, 91 kg und 94 kg)
- 1989, 5. Platz, Junioren-EM in Sarajevo, Mi. mit 317,5 kg;
- 1990, 4. Platz, Junioren-WM in Sarajevo, Mi, mit 317,5 kg;
- 1990, 4. Platz, Int. Turnier in Meißen, Mi, mit 320 kg, hinter Fjodor Kasapu, UdSSR, 355 kg, Georgy Slakow, Bulgarien, 327,5 kg und Andrzej Cofalik, Polen, 322,5 kg;
- 1991, 3. Platz, EG-Meisterschaften in Lissabon, Ls, mit 335 kg, hinter Cedric Plancon, Frankreich, 330 kg und Juan Carlos, Spanien, 330 kg;
- 1991, 7. Platz, EM in Władysławowo/Polen, Ls, mit 335 kg, Sieger Altym. Orandurdyew, UdSSR, 375 kg, vor Plamen Bratoitschew, Bulgarien, 360 kg;
- 1991, 4. Platz, WM in Donaueschingen, Ls, mit 355 kg, hinter Ibrahim Samadow, UdSSR, 367,5 kg, Alexander Blyschtschik, UdSSR, 367,5 kg und Bratoitschew, 357,5 kg;
- 1992, 1. Platz, EG-Meisterschaft in Rom, Ls, mit 355 kg, vor David Morgan, Großbritannien, 347,5 kg und Stephane Sageder, Frankreich, 335 kg;
- 1992, 7. Platz, OS in Barcelona, Ls, mit 362,5 kg, Sieger: Pyrros Dimas, Griechenland, 370 kg, vor Krzystof Siemion, Polen, 370 kg;
- 1993, 1. Platz, EG-Meisterschaft in Athen, Ls, mit 362,5 kg, vor Odys Romanidis, Griechenland, 335 kg und Plancon, 335 kg;
- 1993, 7. Platz, EM in Sofia, Ls, mit 365 kg, Sieger Blyschtschik, Ukraine, 380 kg, vor Siemion, 372,5 kg;
- 1993, 2. Platz, WM in Melbourne, Ls, mit 375 kg, hinter Dimas, 377,5 kg und vor Kiril Kounew, Australien, 372,5 kg;
- 1994, 1. Platz, WM in Istanbul, Ls, mit 382,5 kg, vor Sergo Tschakojan, Armenien, 380 kg und Sunay Bulut, Türkei, 375 kg;
- 1995, 2. Platz, WM in Kanton, Ls, mit 385 kg, hinter Dimas, 385 kg und vor V. Vacartschuk, Moldawien, 375 kg;
- 1996, 1. Platz, EU-Meisterschaften in Chemnitz, Ms, mit 375 kg, vor Oliver Caruso, Deutschland, 375 kg und Leonidas Kokkas, Griechenland, 365 kg;
- 1996, Silbermedaille, OS in Atlanta, Ls, mit 382,5 kg, hinter Dimas, 392,5 kg und vor Cofalik, 372,5 kg;
- 1997, 1. Platz, EM in Rijeka, Ls, mit 377,5 kg, vor Dursun Sevinc, Türkei, 372,5 kg und Juri Mischkowets, Russland, 370 kg;
- 1998, 2. Platz, EU-Meisterschaft, Ms, mit 370 kg, hinter Akakis Kakiaschwilis, Griechenland, 372,5 kg und vor Kokkas, 365 kg;
- 1998, 1. Platz, EM in Riesa, Ls, mit 382,5 kg, vor Dimas, 377,5 kg und Sevinc, 377,5 kg;
- 1998, 2. Platz, WM in Lahti, Ls, mit 385 kg, hinter Dimas, 387,5 kg und vor Mischkowets, 382,5 kg;
- 1999, 1. Platz, EM in A Coruña, Ls, mit 387,5 kg, vor Georgi Gardschew, Bulgarien, 385 kg und Sevinc, 377,5 kg;
- 1999, 3. Platz, WM in Athen, Ls, mit 382,5 kg, hinter Dimas, 385 kg und Georgi Leonidow Asanidse, Georgien, 385 kg;
- 2000, Silbermedaille, OS in Sydney, Ls, mit 390 kg, hinter Dimas, 390 kg und vor Asanidse, 390 kg

### Medaillen Einzeldisziplinen
(bei Olympischen Spielen wurden keine WM-Medaillen mehr vergeben)
- WM-Goldmedaillen: 1993, Stoßen, 210 kg – 1994, Stoßen, 210 kg – 1995, Reißen, 175 kg – 1998, Stoßen, 210 kg – 1994, Zweikampf, 382,5 kg(WR)
- WM-Silbermedaillen: 1994, Reißen, 172,5 kg – 1995, Stoßen, 210 kg
- WM-Bronzemedaillen: 1991, Reißen, 160 kg – 1999, Reißen, 177,5 kg
- EM-Goldmedaillen: 1997, Stoßen, 207,5 kg – 1998, Reißen, 172,5 kg – 1998, Stoßen, 210 kg – 1999, Stoßen, 215 kg
- EM-Silbermedaillen: 1997, Reißen, 170 kg – 1999, Reißen, 172,5 kg

### Deutsche Meisterschaften
- 1989, 2. Platz, (DDR), Mi, mit 305 kg, hinter Joachim Kunz, Chemnitz, 330 kg und vor Frank Zielecke, TSC Berlin, 295 kg;
- 1990, 2. Platz, Mi, mit 317,5 kg, hinter Ingo Steinhöfel, Chemnitz, 330 kg und vor Jürgen Negwer, Wolfsburg, 317,5 kg;
- 1991, 2. Platz, Ls, mit 332,5 kg, hinter Eckehard Scholz, Berlin, 340 kg und vor Bernd Hubert, Stralsund, 315 kg;
- 1992, 1. Platz, Ms, mit 355 kg, vor Mario Kalinke, Stralsund, 342,5 kg und Roberto Ohlinger, Mutterstadt, 342,5 kg;
- 1993, 1. Platz, Ms, mit 372,5 kg, vor Mario Schult, Stralsund, 355 kg und Ohlinger, 342,5 kg;
- 1994, 1. Platz, Ms, mit 375 kg, vor Mark Franke, Frankfurt (Oder), 360 kg und Schult, 342,5 kg;
- 1995, 1. Platz, Ms, mit 385 kg, vor Lars Betker, Frankfurt (Oder), 357,5 kg und Lars Brandt, Duisburg, 340 kg;
- 1996, 1. Platz, Ls, mit 347,5 kg, vor Scholz, 345 kg und Robert Vietz, St. Illgen, 342,5 kg;
- 1998, 1. Platz, Ms, mit 372,5 kg, vor Jörg Mazur, Lörrach, 345 kg und Jan Schnirpel, Stralsund, 325 kg;
- 1999, 1. Platz, Ms, mit 360 kg, vor Mazur, 345 kg und Karsten Schröder, Kassel, 340 kg;
- 2000, 1. Platz, Ls, mit 330 kg, vor Schnirpel, 327,5 kg und Scholz, 325 kg

### Weltrekorde
(alle im Leichtschwergewicht erzielt)
im Stoßen:
- 210 kg, 1993 in Melbourne,
- 213,5 kg, 1996 in Atlanta

im olympischen Zweikampf:
- 382,5 kg, 1994 in Istanbul

### Europarekord
im Stoßen:
- 215 kg, 1999 in A Coruña

### Diskografie
Single:
- 1998: Leb’ dein Leben (Amiga)[1]